# Scolecobrotus validus
Scolecobrotus validus là một loài bọ cánh cứng trong họ Cerambycidae.